# Prasa elektroniczna
Prasa elektroniczna (również e-prasa, prasa cyfrowa) – prasa wydawana w formie cyfrowej, dostępna online.

## Prasa elektroniczna w Polsce

### Konsumpcja e-prasy
Według badań zrealizowanych na zlecenie Izby Wydawców Prasy można zaobserwować, że odbiorcy najczęściej korzystają z prasy cyfrowej w domu, na komputerach stacjonarnych lub laptopach. Według tych badań około 10% respondentów kiedykolwiek kupiło prasę w wersji cyfrowej, a 17,5% określa jako prawdopodobny zakup e-prasy w ciągu najbliższych 12 miesięcy. Wśród przyczyn prognozowanego wzrostu zainteresowania e-gazetami sprzedawcy wymieniają pojawienie się urządzeń przenośnych umożliwiających czytanie książek i innych treści oraz rosnące zaangażowanie wydawców tym sposobem sprzedaży tytułów.